# Cyanea superba
Cyanea superba är en klockväxtart som först beskrevs av Adelbert von Chamisso, och fick sitt nu gällande namn av Asa Gray. Cyanea superba ingår i släktet Cyanea, och familjen klockväxter.

## Underarter
Arten delas in i följande underarter:
- C. s. regina
- C. s. superba

## Bildgalleri

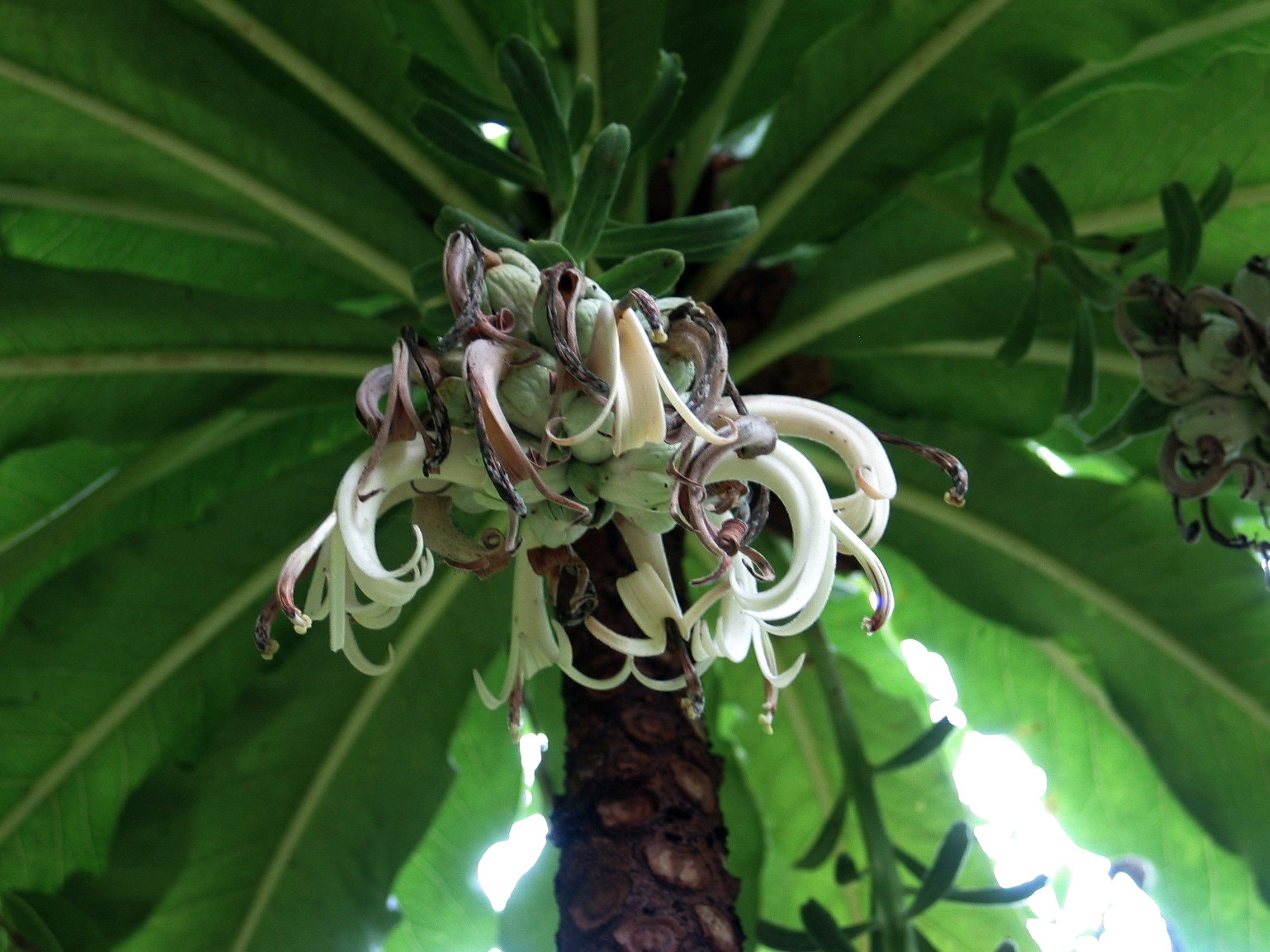
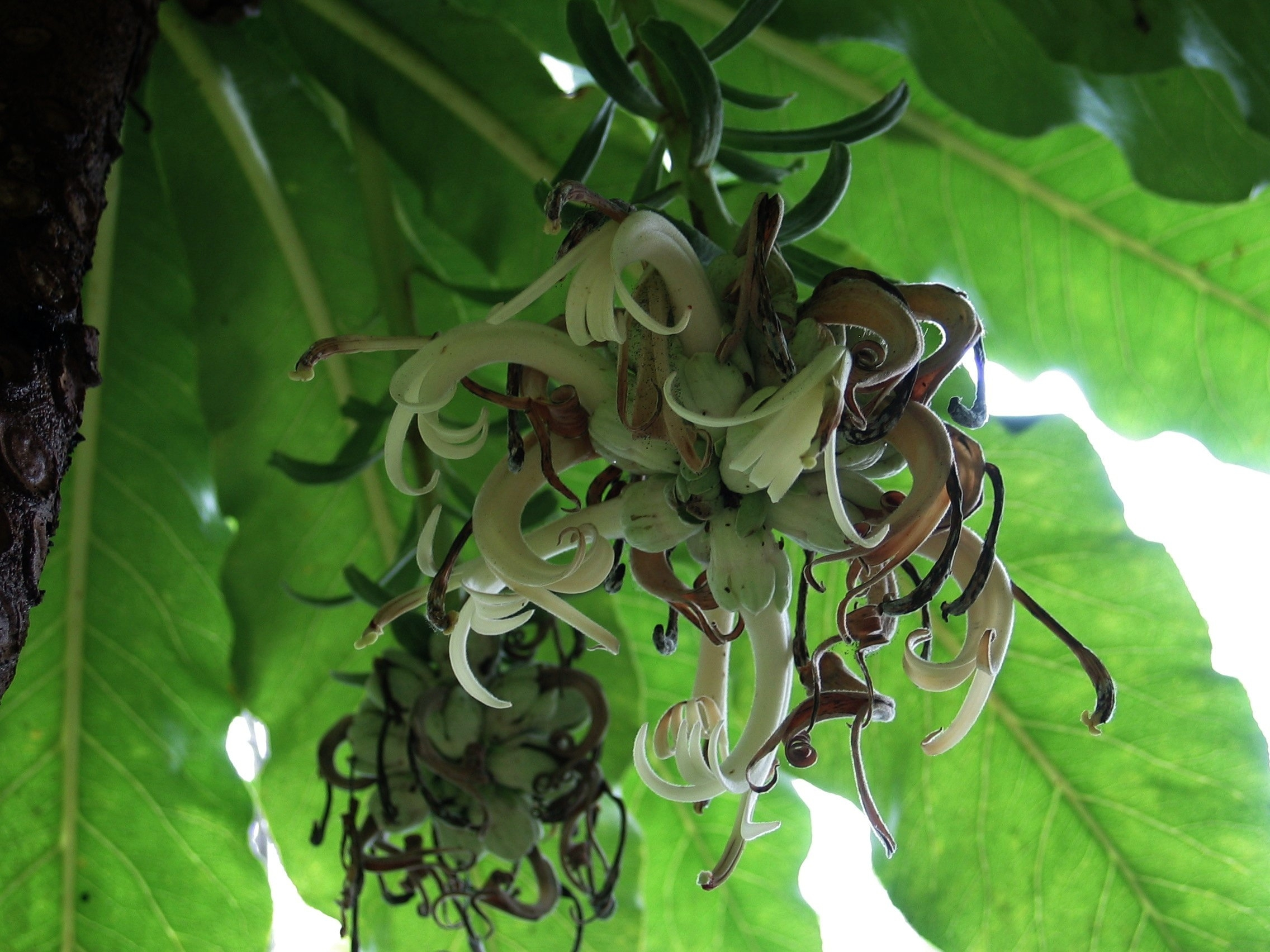
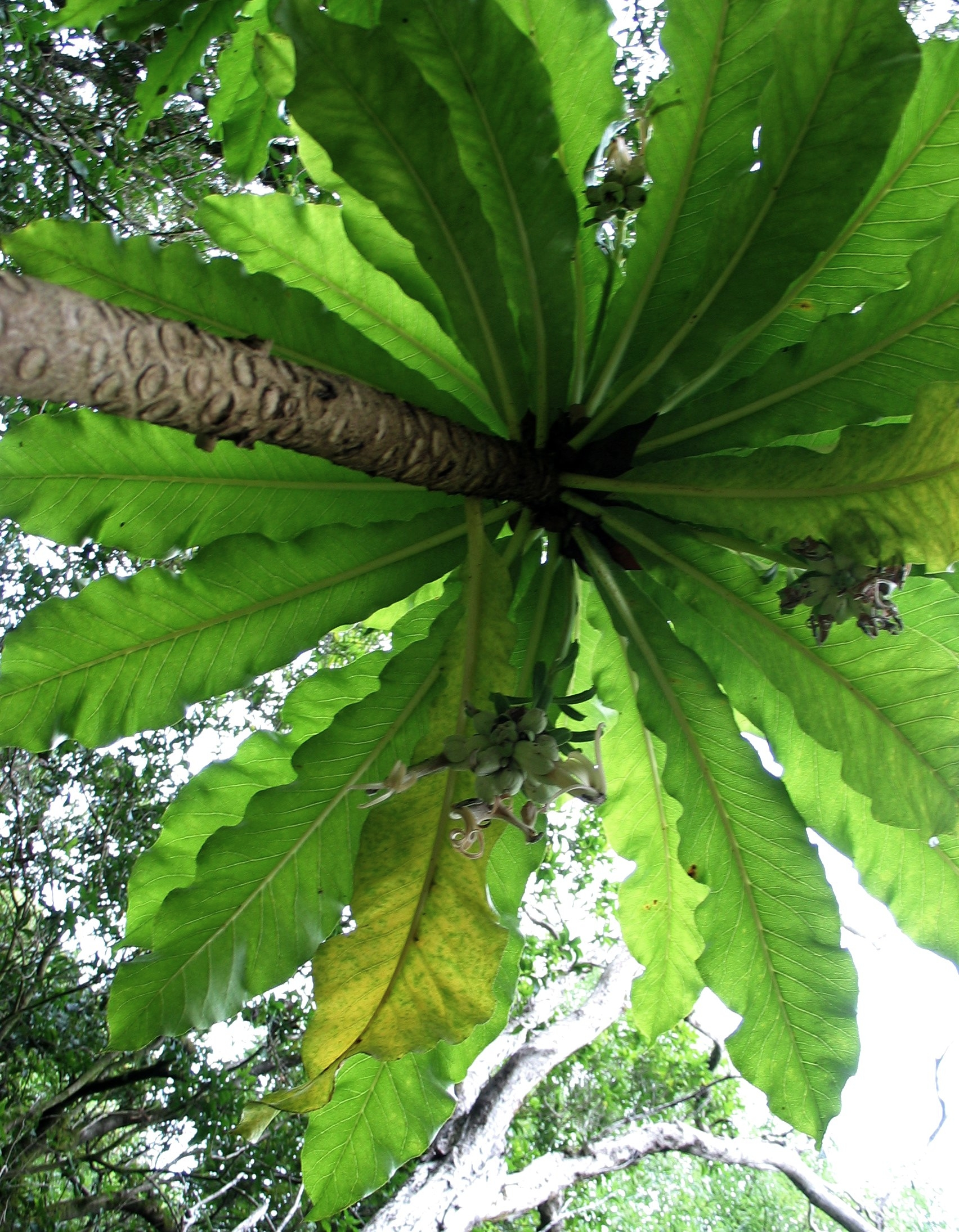
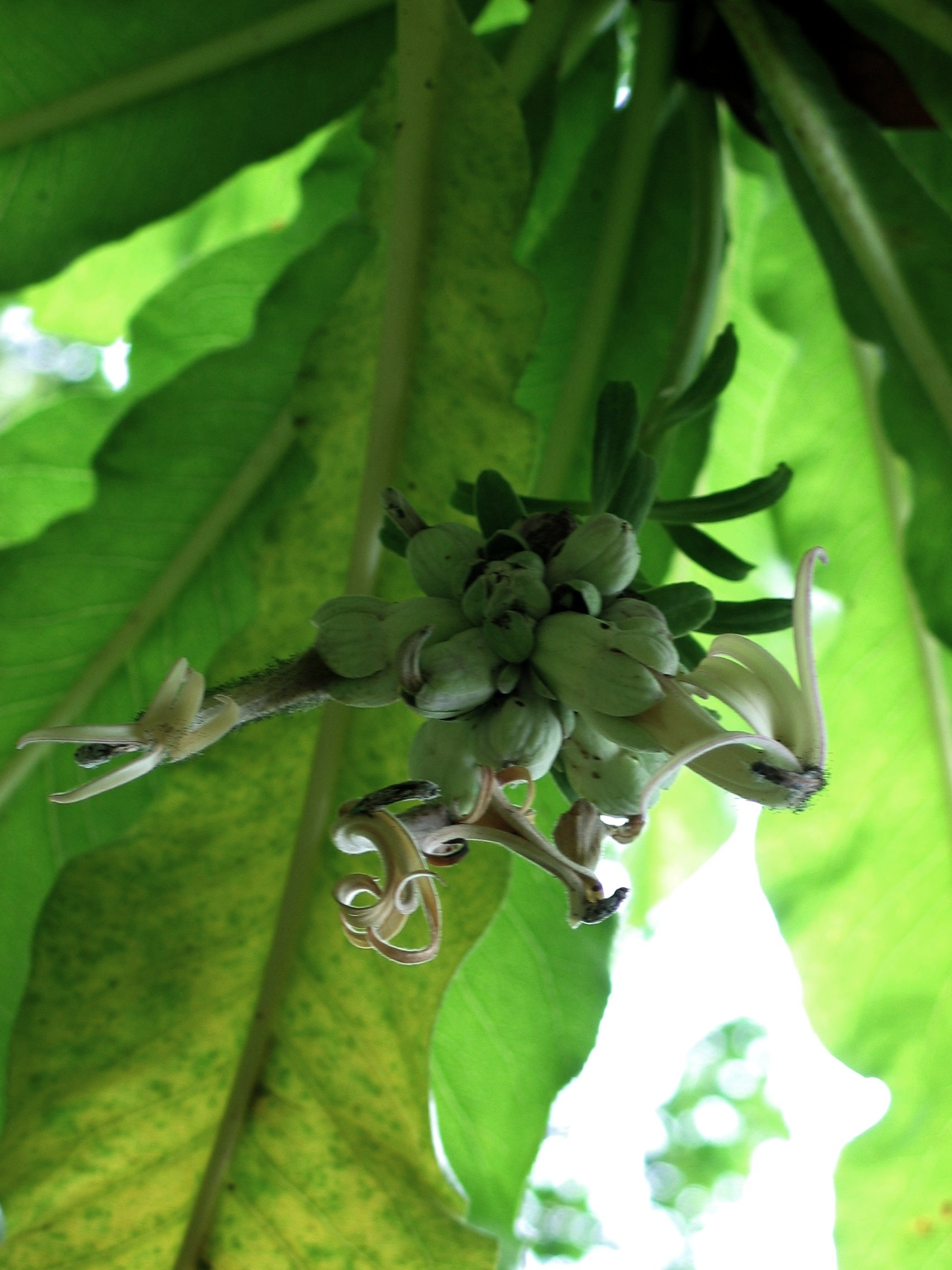
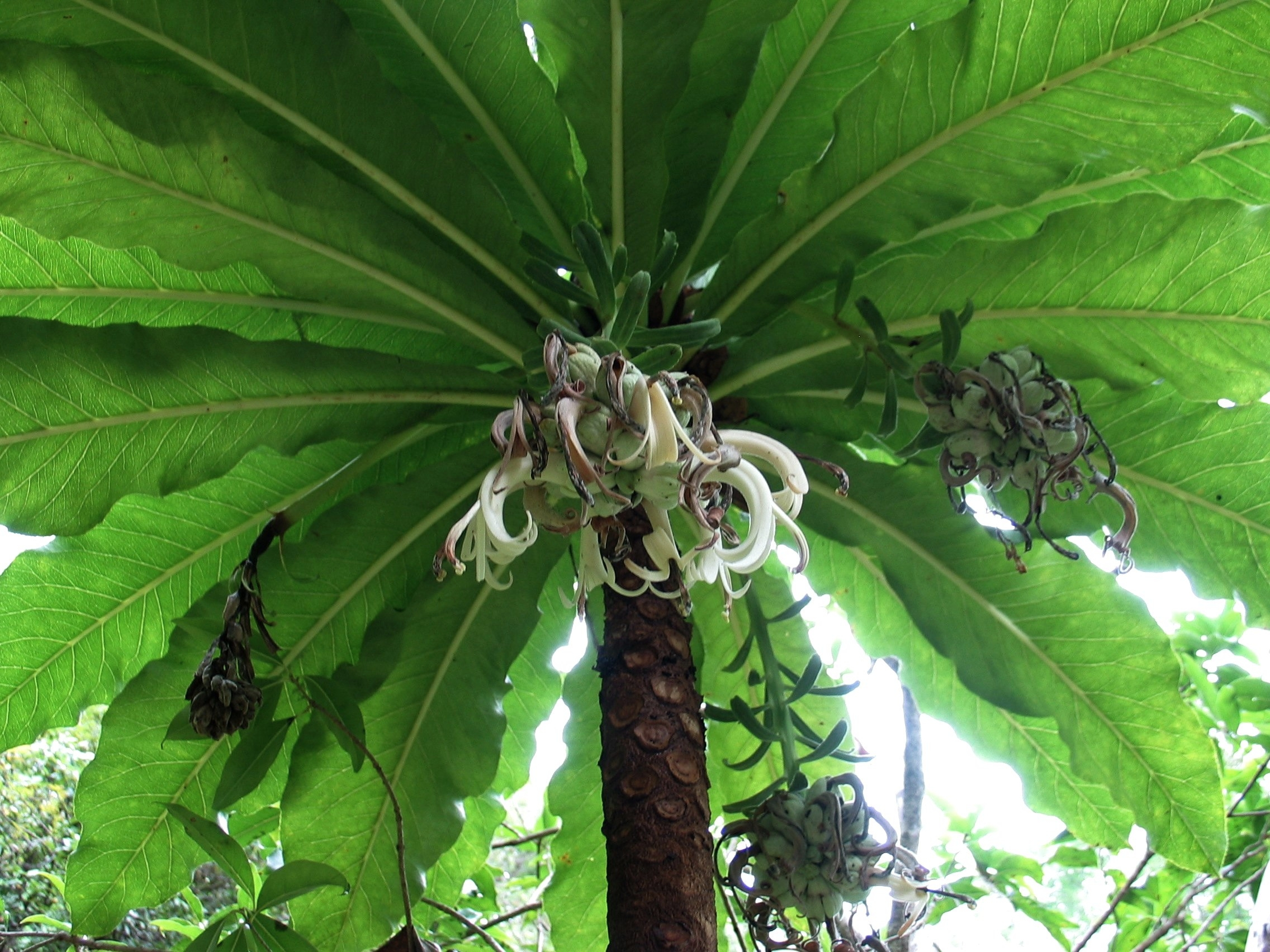
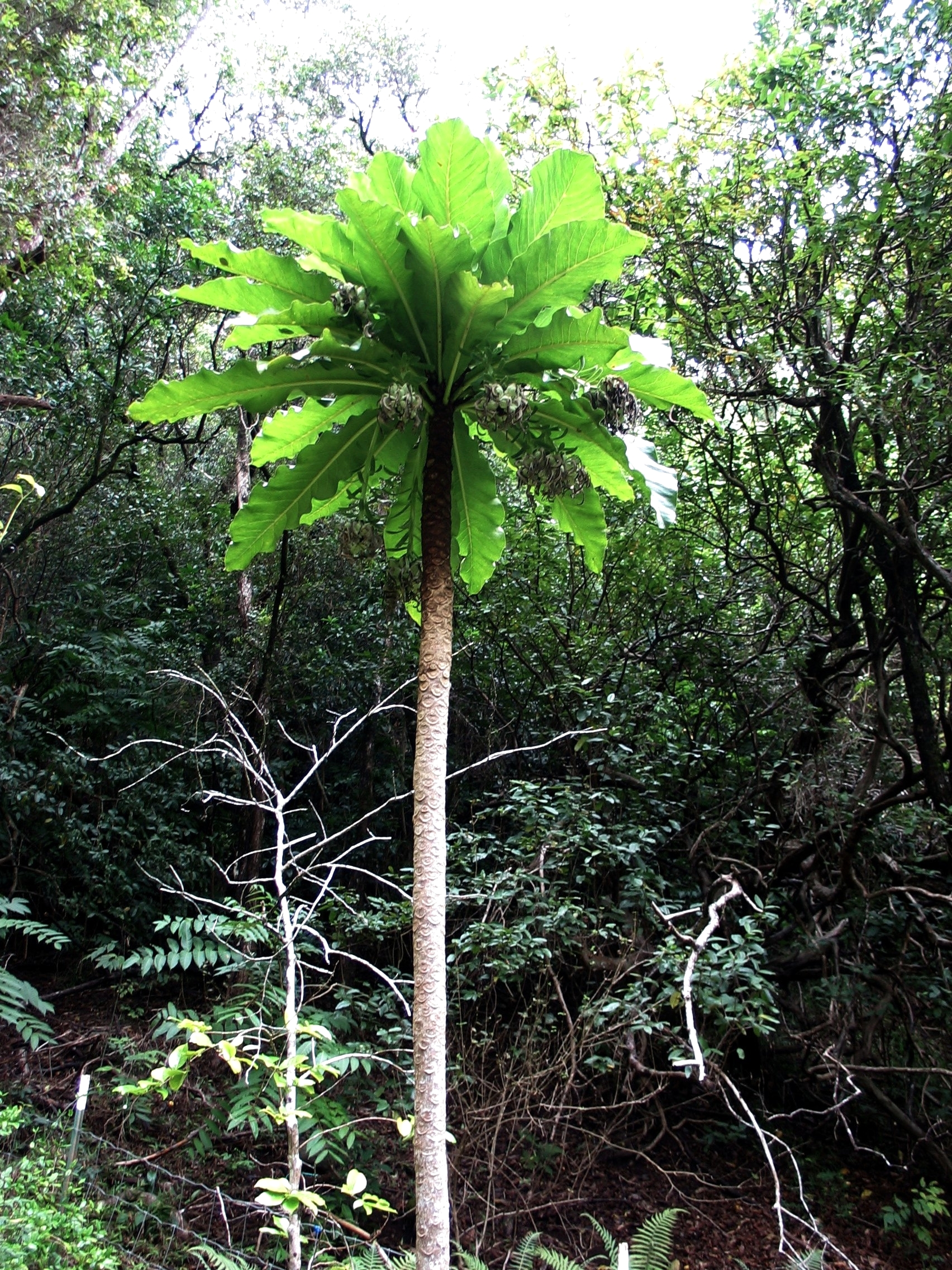